# Oscil·lació de plasma
Les oscil·lacions de plasma, també conegudes com a ones de Langmuir (en honor a Irving Langmuir), són oscil·lacions ràpides de la densitat d'electrons en medis conductors com ara plasmes o metalls a la regió ultraviolada. Les oscil·lacions es poden descriure com una inestabilitat en la funció dielèctrica d'un gas d'electrons lliures. La freqüència només depèn feblement de la longitud d'ona de l'oscil·lació. La quasipartícula resultant de la quantització d'aquestes oscil·lacions és el plasmó.
Les ones de Langmuir van ser descobertes pels físics nord-americans Irving Langmuir i Lewi Tonks a la dècada del 1920. Són paral·leles en forma a les ones d'inestabilitat de Jeans, que són causades per inestabilitats gravitacionals en un medi estàtic.

## Mecanisme
Considerem un plasma elèctricament neutre en equilibri, que consisteix en un gas d'ions carregats positivament i electrons carregats negativament. Si es desplaça lleugerament un electró o un grup d'electrons respecte als ions, la força de Coulomb atrau els electrons cap enrere, actuant com a força restauradora.

### Electrons freds
Si s'ignora el moviment tèrmic dels electrons, la densitat de càrrega oscil·la a la freqüència del plasma :
{\displaystyle \omega _{\mathrm {pe} }={\sqrt {\frac {n_{\mathrm {e} }e^{2}}{m^{*}\varepsilon _{0}}}},\quad {\text{[rad/s]}}\quad {\text{(unitats SI)}}}
{\displaystyle \omega _{\mathrm {pe} }={\sqrt {\frac {4\pi n_{\mathrm {e} }e^{2}}{m^{*}}}},\quad {\text{[rad/s]}}\quad {\text{(unitats cgs)}}}
on {\displaystyle n_{\mathrm {e} }} és la densitat del nombre d'electrons, {\displaystyle e} és la càrrega elemental, {\displaystyle m^{*}} és la massa efectiva de l'electró, i {\displaystyle \varepsilon _{0}} és la permitivitat del buit. Això assumeix una massa iònica infinita, una bona aproximació ja que els electrons són molt més lleugers.
Una derivació utilitzant les equacions de Maxwell dóna el mateix resultat mitjançant la condició dielèctrica {\displaystyle \epsilon (\omega )=0} Aquesta és la condició per a la transparència del plasma i la propagació de les ones.
En els plasmes electró-positró, rellevants en astrofísica, l'expressió s'ha de modificar. Com que la freqüència del plasma és independent de la longitud d'ona, les ones de Langmuir tenen una velocitat de fase infinita i una velocitat de grup zero.
Per a {\displaystyle m^{*}=m_{\mathrm {e} }}, la freqüència només depèn de la densitat d'electrons i de les constants físiques. La freqüència lineal del plasma és:
{\displaystyle f_{\text{pe}}={\frac {\omega _{\text{pe}}}{2\pi }}\quad {\text{[Hz]}}}
Els metalls reflecteixen la llum per sota de la seva freqüència de plasma, que es troba en el rang UV (~10²³ electrons/cm³). Per tant, apareixen brillants en llum visible.

### Electrons calents
Incloent-hi els efectes de la velocitat tèrmica dels electrons {\displaystyle v_{\mathrm {e,th} }={\sqrt {k_{\mathrm {B} }T_{\mathrm {e} }/m_{\mathrm {e} }}}}, la relació de dispersió esdevé:
{\displaystyle \omega ^{2}=\omega _{\mathrm {pe} }^{2}+3k^{2}v_{\mathrm {e,th} }^{2}}
Això es coneix com la relació de dispersió de Bohm-Gross. Per a longituds d'ona llargues, els efectes de la pressió són mínims; per a longituds d'ona curtes, la dispersió domina. A aquestes escales petites, la velocitat de fase de l'ona {\displaystyle v_{\mathrm {ph} }=\omega /k} esdevé comparable a {\displaystyle v_{\mathrm {e,th} }}, donant lloc a l'amortiment de Landau.
En plasmes limitats, les oscil·lacions del plasma encara es poden propagar a causa dels camps franjants, fins i tot per a electrons freds.
En metalls o semiconductors, el potencial periòdic dels ions es comptabilitza utilitzant la massa efectiva {\displaystyle m^{*}}.

### Oscil·lacions de plasma i massa efectiva negativa

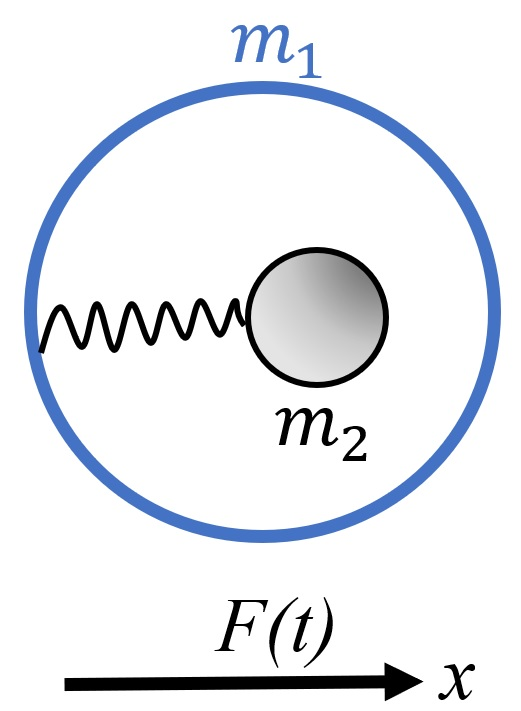
Figura 1. Nucli amb massa connectats per una molla a una massa de closca El sistema experimenta força.

Les oscil·lacions del plasma poden donar lloc a una massa efectiva negativa. Considereu el model massa-molla de la Figura 1. Resolent les equacions de moviment i substituint el sistema per una sola massa efectiva s'obté:
{\displaystyle m_{\rm {eff}}=m_{1}+{\frac {m_{2}\omega _{0}^{2}}{\omega _{0}^{2}-\omega ^{2}}}}
on {\displaystyle \omega _{0}={\sqrt {k_{2}/m_{2}}}} Com {\displaystyle \omega } enfocaments {\displaystyle \omega _{0}} des de dalt, {\displaystyle m_{\rm {eff}}} esdevé negatiu.

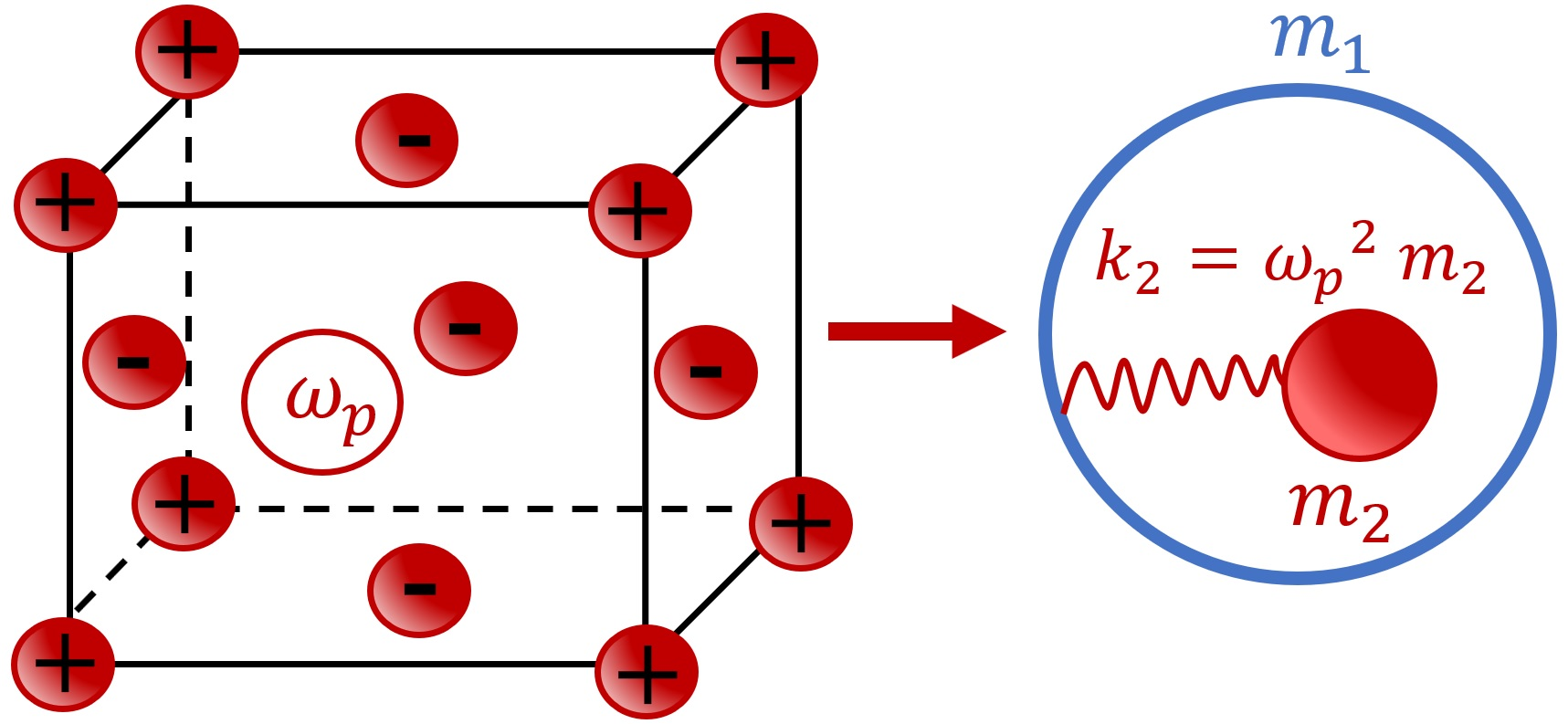
Figura 2. Gas d'electrons dins d'una xarxa iònica Freqüència de plasma defineix la constant de la molla.

Aquesta analogia també s'aplica als sistemes plasmònics (Figura 2). Les oscil·lacions de plasma de gas d'electrons en una xarxa es comporten com un sistema de ressorts, donant una massa efectiva:
{\displaystyle m_{\rm {eff}}=m_{1}+{\frac {m_{2}\omega _{\rm {p}}^{2}}{\omega _{\rm {p}}^{2}-\omega ^{2}}}}
A prop {\displaystyle \omega _{\rm {p}}}, aquesta massa efectiva esdevé negativa. S'han estudiat metamaterials que exploten aquest comportament.